# Ferdinand de Marsin
Ferdinand de Marsin (n. 10 februarie 1656 Liège - d. 9 septembrie 1706 Torino), conte de Marchin, a fost un diplomat și general francez.

## Biografie
A fost fiul lui Jean Gaspard Ferdinand de Marchin, locotenent-general al Sfântul Imperiu Roman și al Mariei de Balzac. La cinci ani este naturalizat francez. După moartea tatălui său, la 17 ani pleacă la curtea regelui Ludovic al XIV-lea al Franței, unde primește comanda unei companii de jandarmi a Flandrei nou create. În 1688 devine brigadier. Participă la  bătăliei de la Fleurus în 1690 și este rănit. În 1693 devine maréchal de camp (general-maior) și luptă în Războiul Marii Alianțe în Bătălia de la Neerwinden (1693) și Charleroi. În 1695 devine general-locotenent, iar în perioada 1701 și 1702 este ambasador al Franței în Spania. Apoi ia parte la bătălia de la Luzzara unde s-a acoperit de glorie. Întors în Franța devine guvernator în Aire-sur-la-Lys. După victoria de la Speyer din 15 noiembrie 1703, în timpul Războiului de Succesiune Spaniol, este creat Mareșal al Franței și în 1704 primește comanda trupelor franceze în Bavaria împreună cu mareșalul Tallard în bătălia de la Blenheim. Învins de Prințul Eugen de Savoia și de Ducele de Marlborough, se gândește să se pensioneze.
Apoi este trimis în Piemont ca consilier al Ducelui de Orlèans. Pe 7 septembrie 1706 este grav rănit și luat prizonier în tipul bătăliei de la Torino. Moare două zile mai târziu datorită rănilor.

## Legături externe
- en Biografia contelui de Marsin[nefuncțională]